# ضفدع هويا مثقوب الرأس
ضفدع هويا مثقوب الرأس (الاسم العلمي:Huia cavitympanum) (بالإنجليزية: Hole-in-the-head frog)‏ هو نوع من الحيوانات يتبع جنس الضفدع الهويا من فصيلة الضفادع الحقيقية.